# Giovanni Ricci (politico)
Giovanni Ricci (Genova, 29 marzo 1813 – Oviglio, 5 ottobre 1892) è stato un militare e politico italiano.

## Biografia
Ufficiale della Marina fino a raggiungere il grado di Capitano di vascello, Deputato per Genova e poi Senatore del Regno, fu Ministro della Marina del Regno d'Italia nel Governo Farini, apparteneva alla nobile casata genovese dei Marchesi Ricci, famiglia eminente nella storia del Risorgimento genovese e italiano; suoi fratelli erano il Marchese Vincenzo Ricci, Deputato per Genova e Ministro per l'Interno nel Governo presieduto da Cesare Balbo (marzo-luglio 1848) insieme a Lorenzo Pareto (Ministro per l'Estero), nonché Ministro per le Finanze nei Governi presieduti rispettivamente da Gabrio Casati, Vincenzo Gioberti e Agostino Chiodo, il diplomatico Alberto Ricci, Senatore a vita del Regno di Sardegna,  e il Generale Giuseppe Ricci, Deputato per Spezia.